# Автомобільна промисловість у Нідерландах
Автомобільна промисловість Нідерландів — галузь економіки Нідерландів.

## Огляд

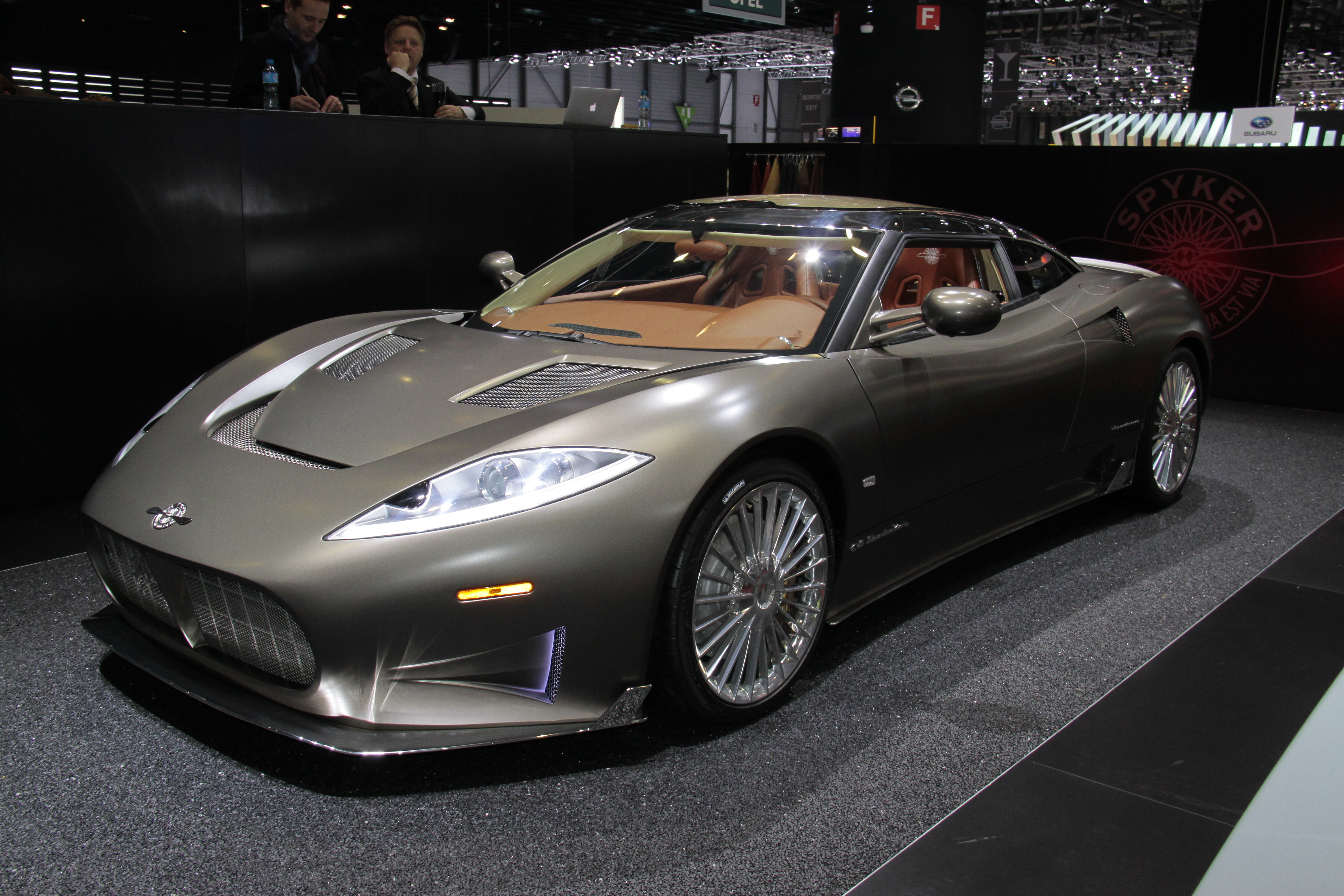
Spyker C8 Preliator (2016—донині)

Нідерланди імпортують більшість своїх транспортних засобів, хоч мають невелике власне виробництво (менше ніж 200,000 автомобілів на рік). Окрім вантажівок DAF Trucks та автобусів VDL Bus & Coach, нинішнє виробництво автомобілів у Нідерландах складається переважно з контрактного виробництва для BMW та Mini компанією VDL Nedcar (раніше виробляла DAF, Volvo, Smart та Mitsubishi), а також кількома невеликими компаніями з виробництва спортивних автомобілів: Spyker Cars та Donkervoort. Ще одна невелика компанія, PAL-V International, зараз приймає замовлення на виробництво дорожнього гірокоптера, поставки якого заплановані на 2019 рік.

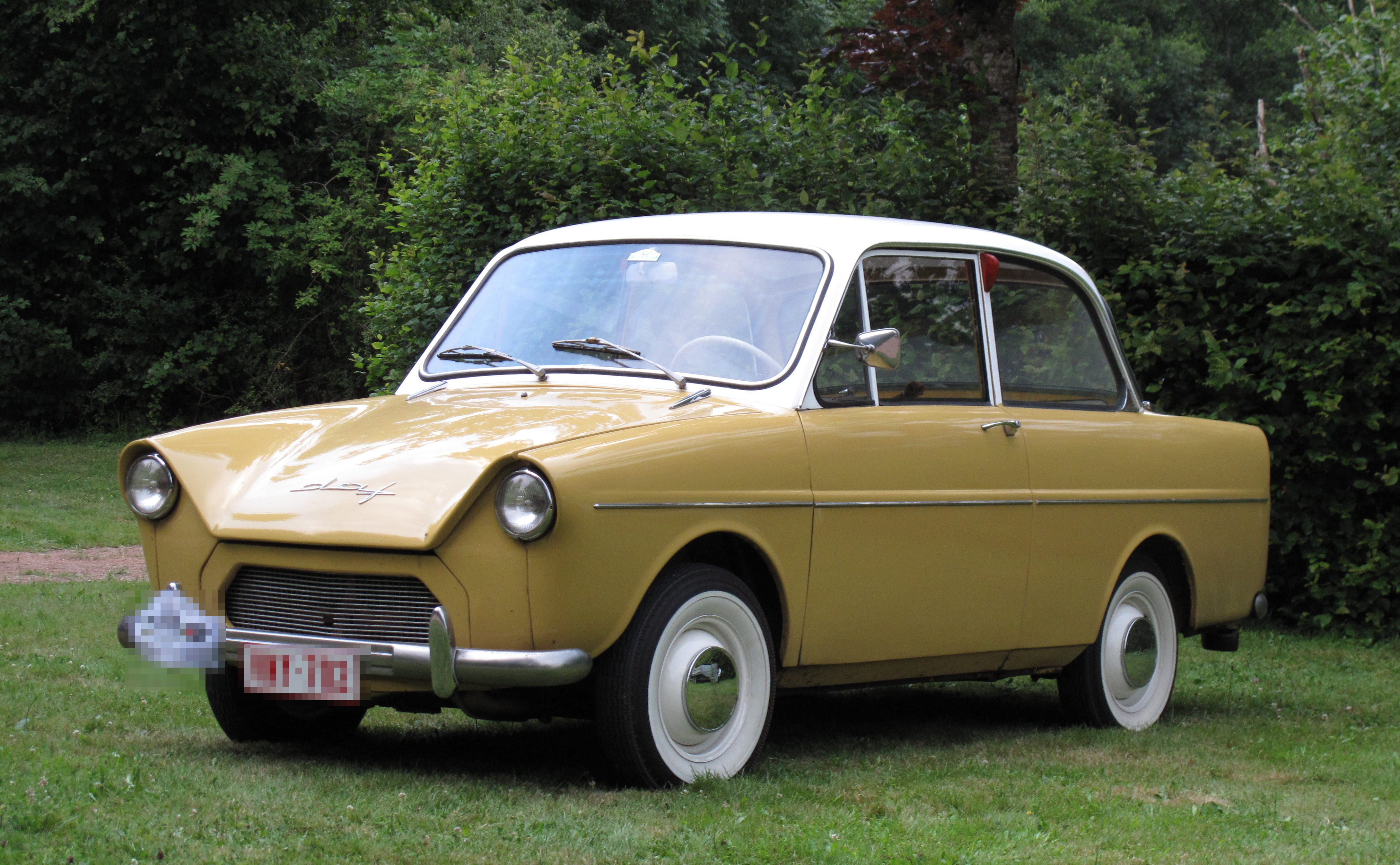
DAF 600 (1959–1963)
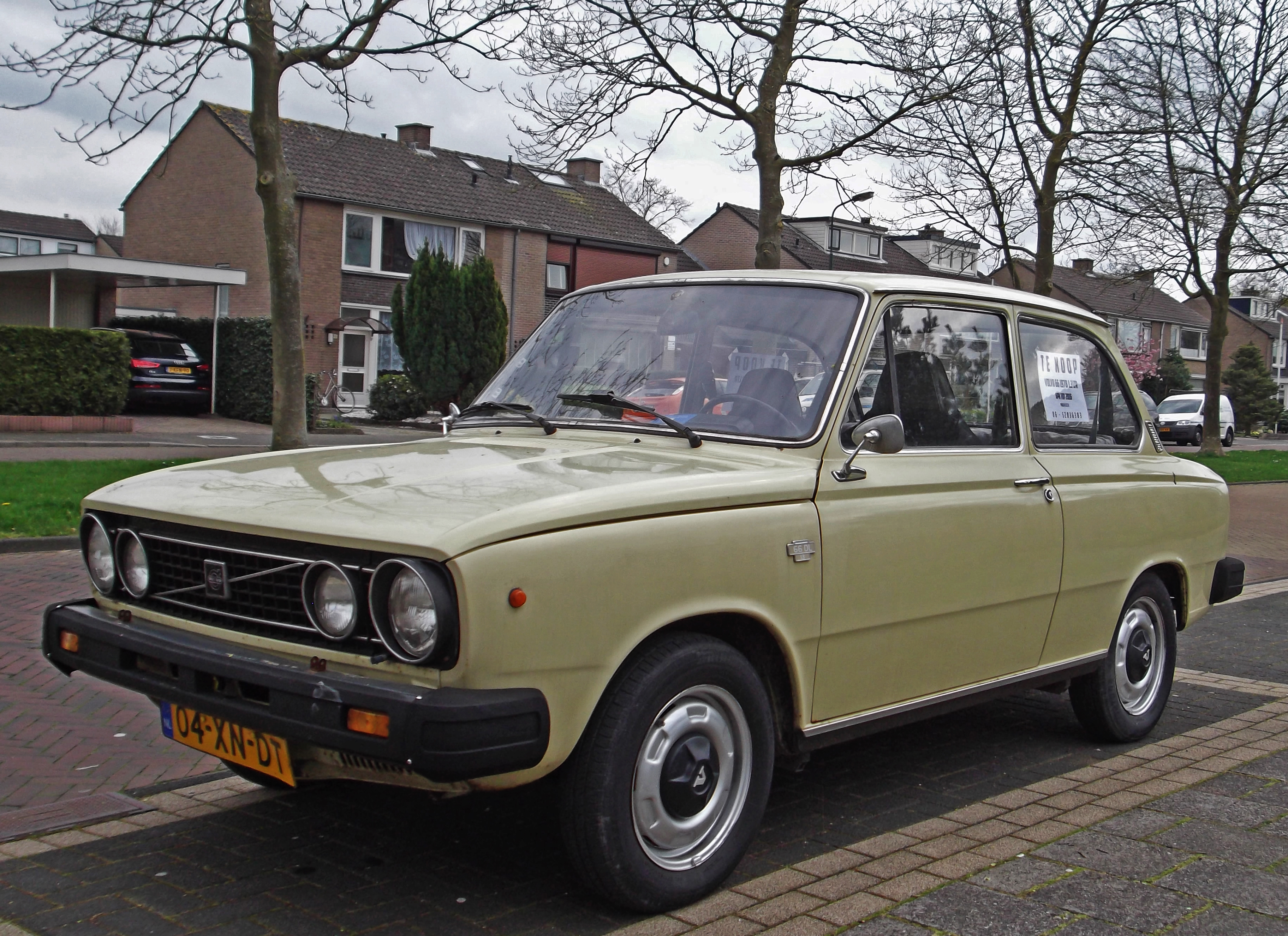
Volvo 66 (1975–1981)
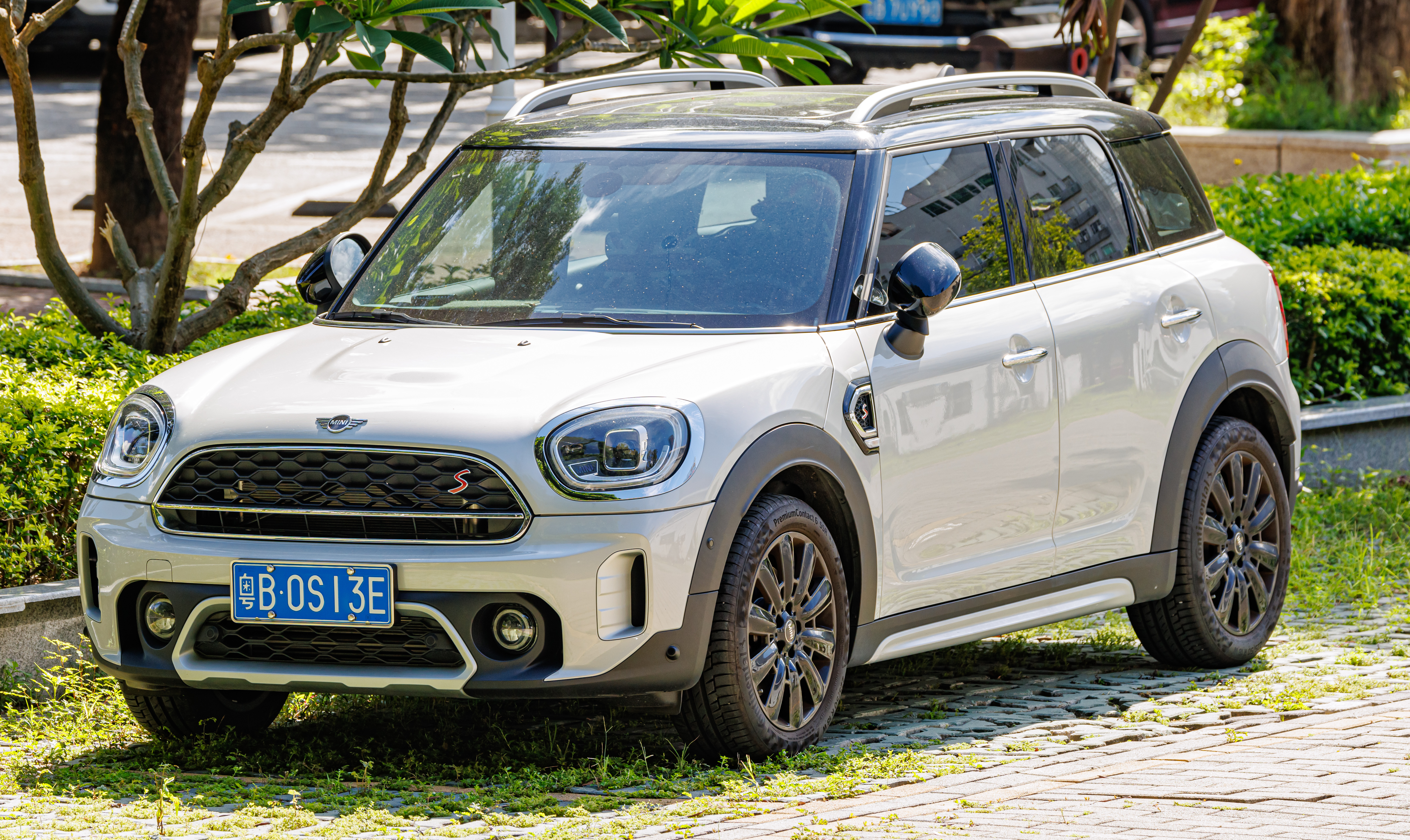
Mini Countryman (2016—2023)
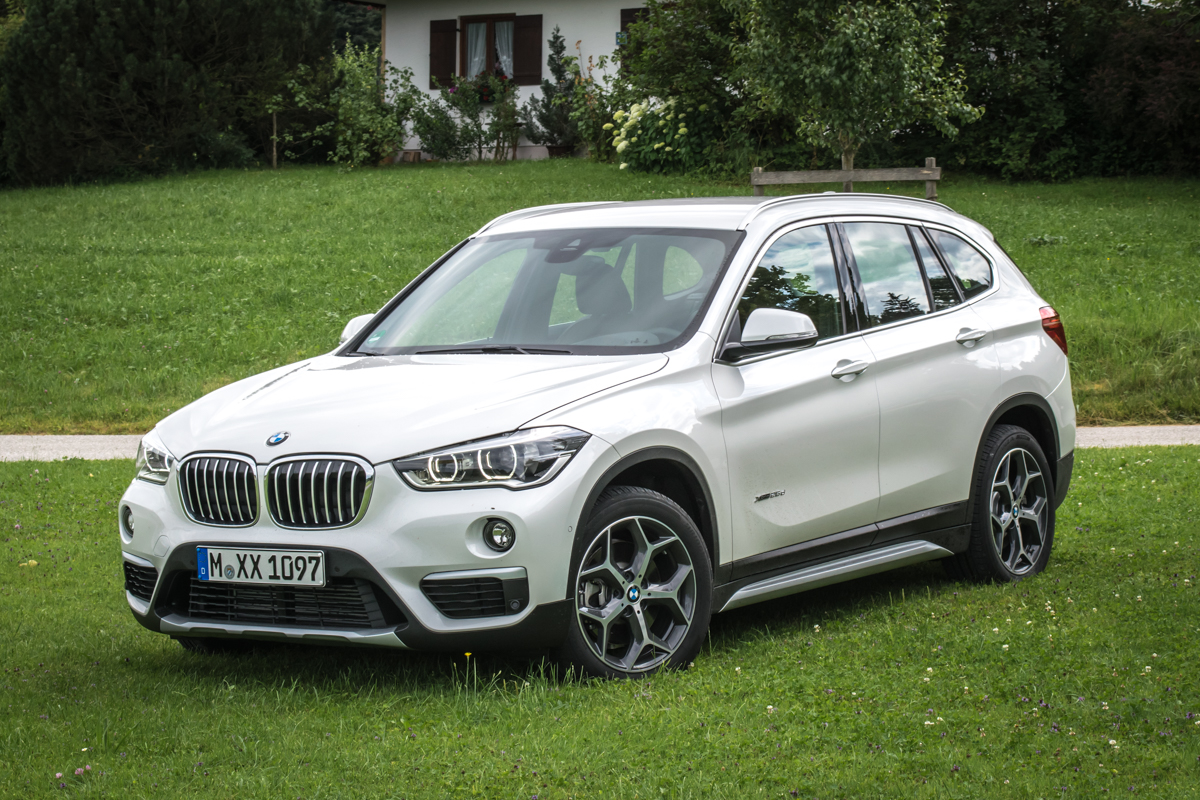
BMW X1 (F48) (2017—2022)

## Виробники

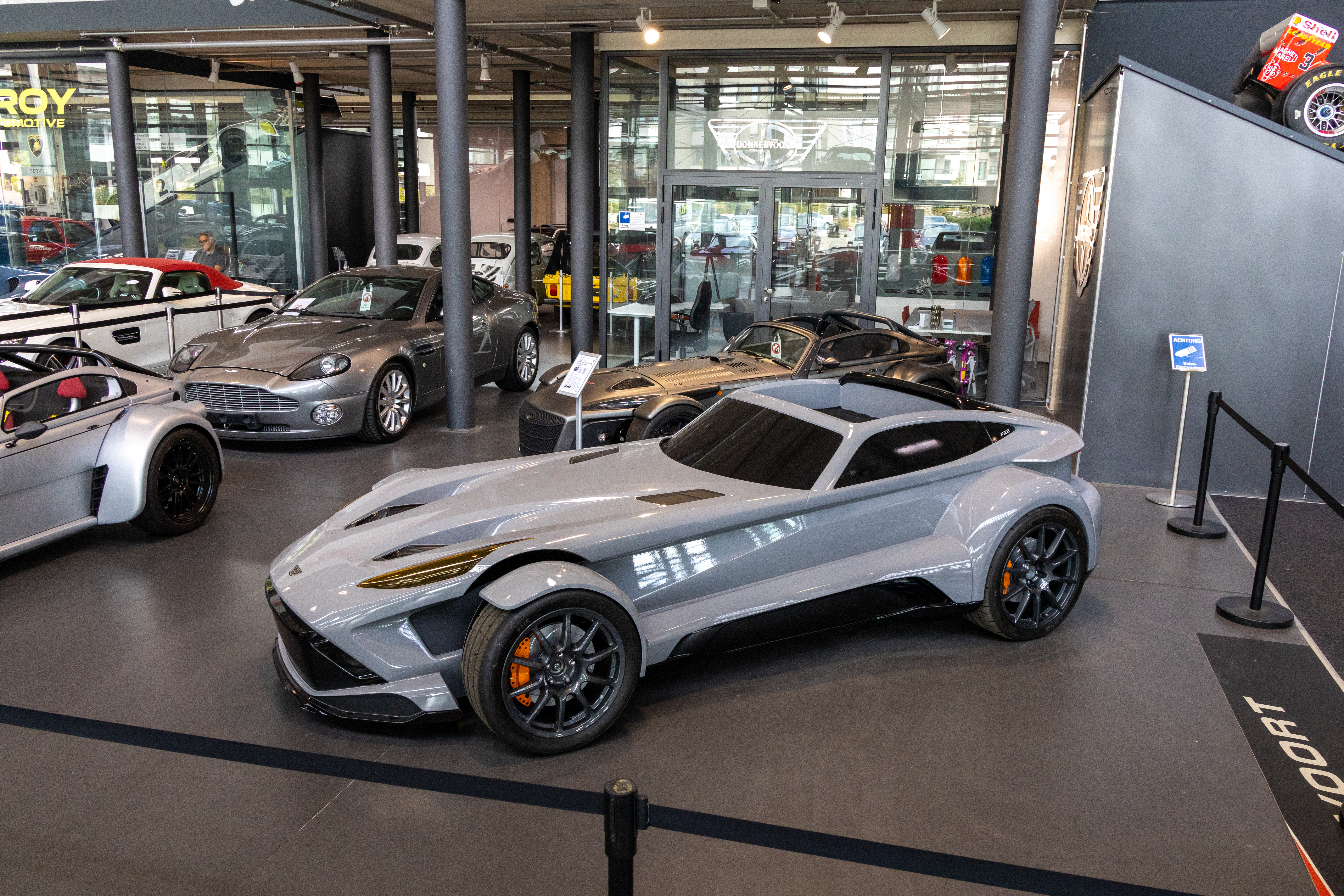
Donkervoort F22 (2022—донині)

### Активні виробники
- Burton
- DAF Trucks
- Donkervoort
- GINAF
- PAL-V International
- Spyker N.V.
  - Spyker Cars
- Terberg
- Vencer
- VDL Groep
  - Jonckheere
  - VDL Berkhof
  - VDL Bova
  - VDL Bus & Coach
  - VDL Nedcar
- Waaijenberg

### Неактивні виробники
- Brons
- Carver
- CNH Global
- DAF NV
- Den Oudsten Coaches
- Eysin
- Ruska
- Spyker / Trompenburg
- United Bus

## Обсяг виробництва за роками
У 1999 році було вироблено 307,220 автомобілі, таким чином він став піковим для автомобільної промисловості Нідерландів.

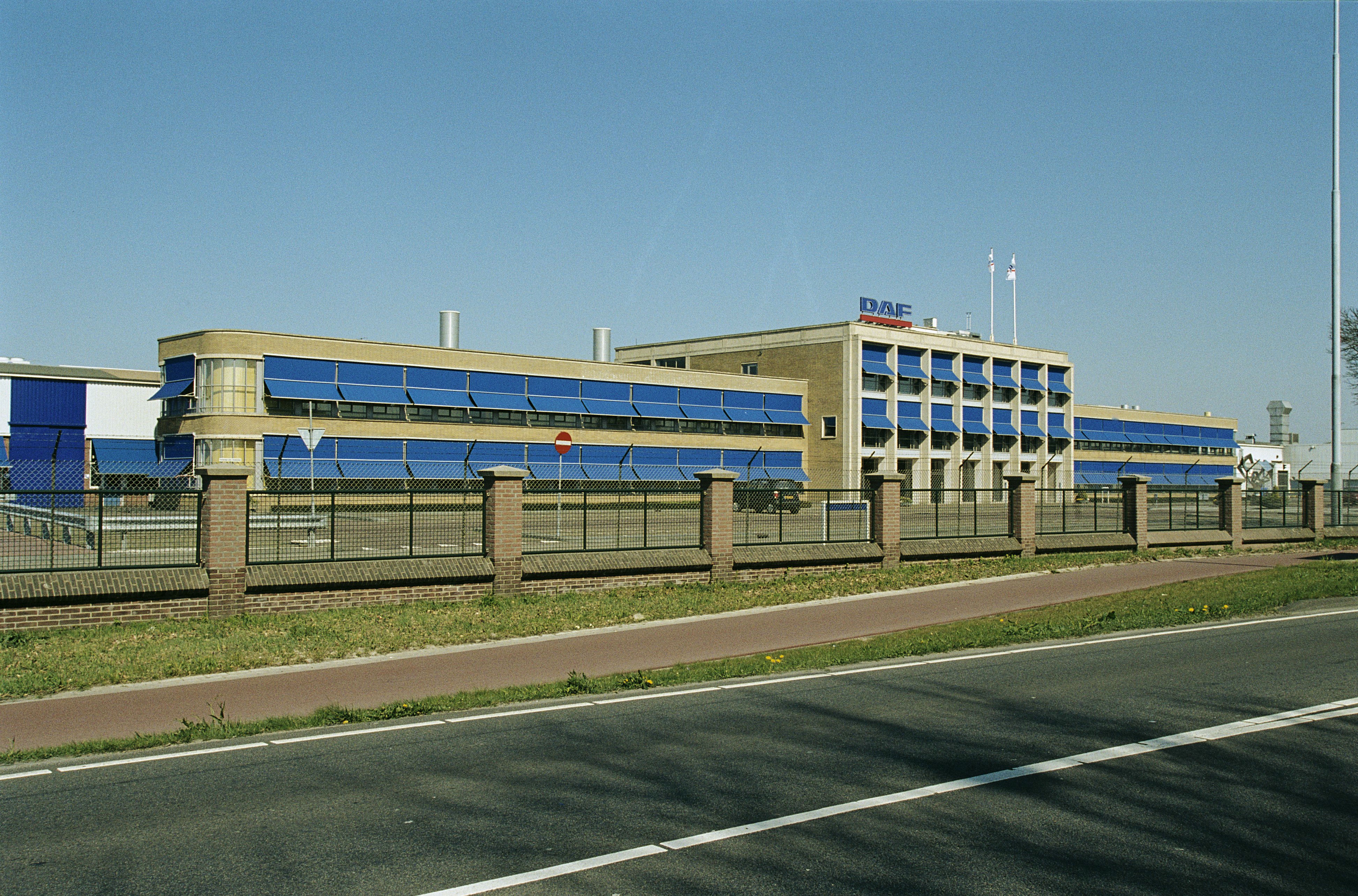
Завод DAF Trucks NV у місті Ейндховен, Нідерланди

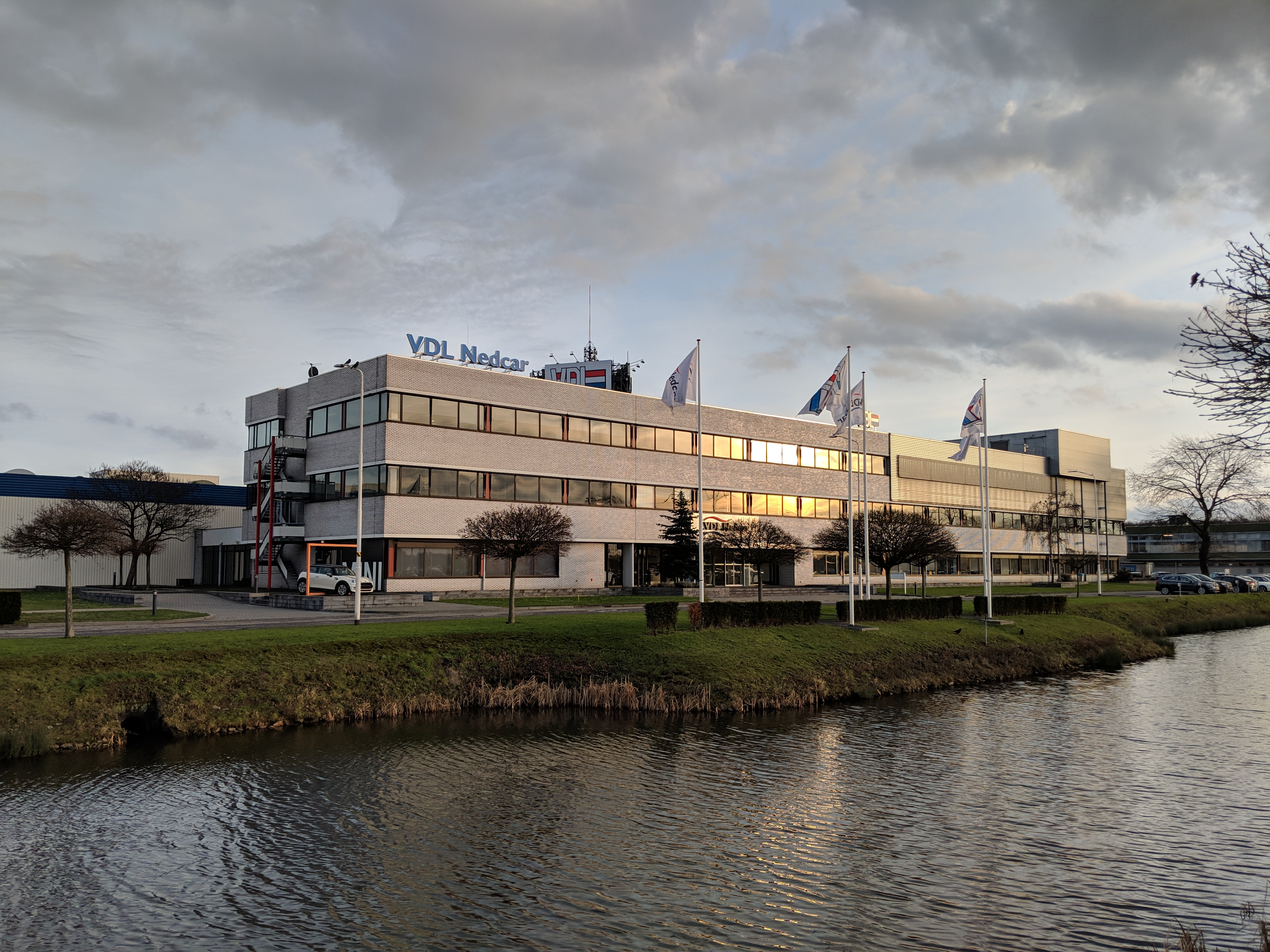
Завод VDL Nedcar у місті Борн, Нідерланди

| Рік  | Обсяг виробництва |
| ---- | ----------------- |
| 1960 | 19,000            |
| 1970 | 79,000            |
| 1980 | 97,000            |
| 1990 | 111,000           |
| 1995 | 132,000           |
| 1999 | 307,220           |
| 2000 | 98,823            |
| 2005 | 102,204           |
| 2010 | 94,132            |
| 2011 | 73,151            |
| 2012 | 57,462            |
| 2013 | 29,183            |
| 2014 | 29,807            |
| 2015 | 44,122            |
| 2016 | 44,430            |
| 2017 | 157,280           |
| 2018 | 214,000           |
| 2019 | 176,113           |
| 2020 | 127,058           |
| 2021 | 107,021           |
| 2022 | 101,670           |
| 2023 | 123,379           |
| 2024 | 7,403             |